# Простое число Ньюмена — Шэнкса — Уильямса
Простое число Ньюмена — Шэнкса — Уильямса (NSW-простое) — простое число, которое можно записать в виде:
{\displaystyle S_{2m+1}={\frac {\left(1+{\sqrt {2}}\right)^{2m+1}+\left(1-{\sqrt {2}}\right)^{2m+1}}{2}}}, где {\displaystyle m=0,1,2,...}.
Такие числа были впервые описаны Моррисом Ньюменом (Morris Newman), Дэниелом Шенксом и Хью Уильямсом (Hugh C. Williams) в 1981 году в результате изучения простых конечных групп с квадратным порядком.
Несколько первых NSW-простых:
7, 41, 239, 9369319, 63018038201, … (последовательность A088165 в OEIS), соответствующих индексам 3, 5, 7, 19, 29, … (последовательность A005850 в OEIS).
Последовательность {\displaystyle S}, упомянутая в формуле, может быть описана следующим рекуррентным соотношением:
{\displaystyle S_{0}=1},
{\displaystyle S_{1}=1},
{\displaystyle S_{n}=2S_{n-1}+S_{n-2}\qquad }, {\displaystyle n\geq 2}.
Первые несколько элементов последовательности: 1, 1, 3, 7, 17, 41, 99, … последовательность A001333 в OEIS. Каждый член этой последовательности равен половине соответствующего члена последовательности сопровождающих чисел Пелля.
Эти числа появляются также в цепной дроби для {\displaystyle {\sqrt {2}}}.